# Acacia chlorantha
Acacia chlorantha é uma espécie de leguminosa do gênero Acacia, pertencente à família Fabaceae.